# Ilja Wiktorowitsch Naischuller

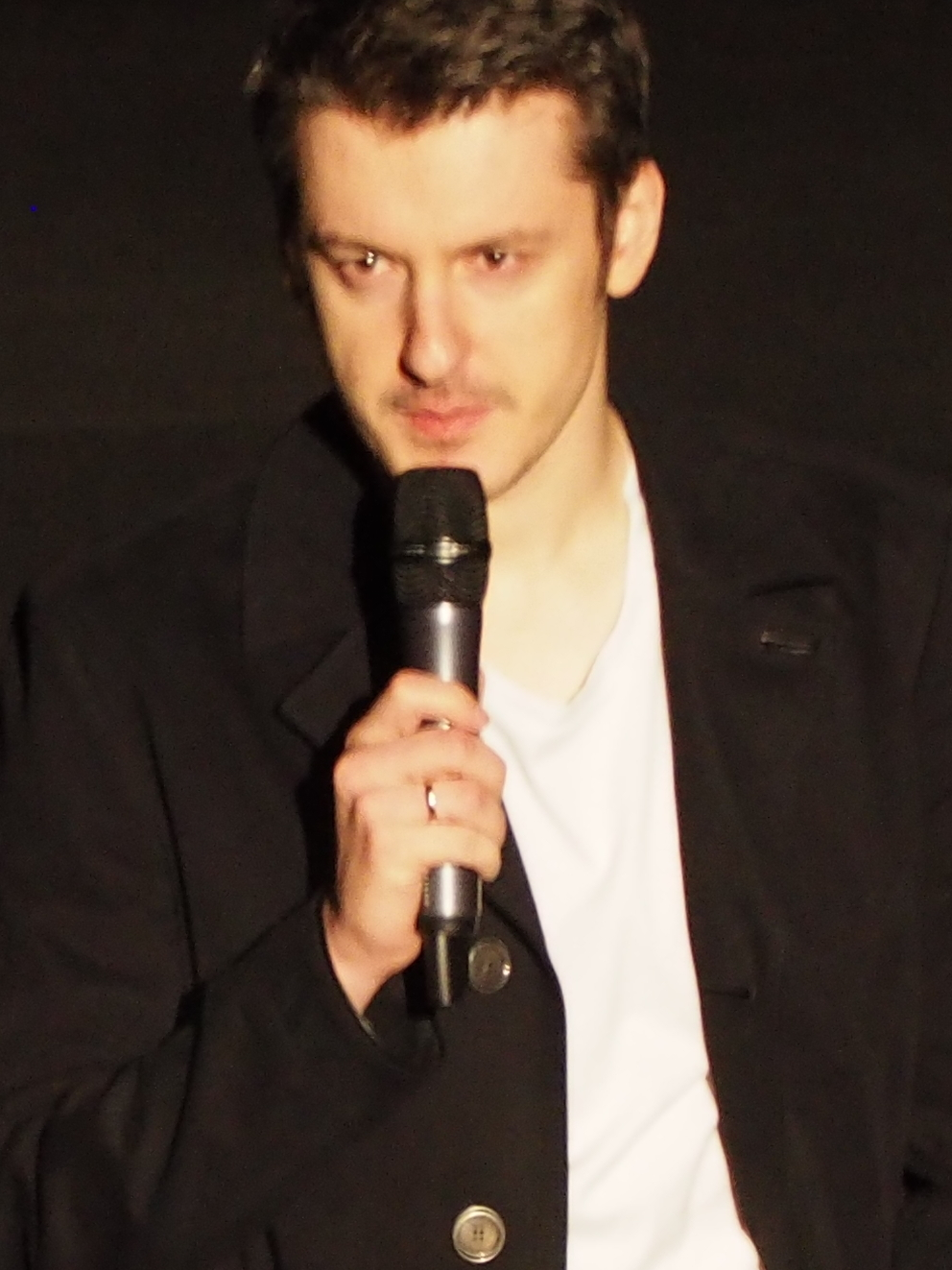
Ilja Naischuller (2015)

Ilja Wiktorowitsch Naischuller (russisch Илья Викторович Найшуллер; * 19. November 1983 in Moskau) ist ein russischer Musiker, Filmregisseur und Drehbuchautor. Er ist Mitglied der russischen Rockband Biting Elbows.

## Leben
Ilja Naischuller wurde in Russland als Sohn einer Chirurgin und eines Geschäftsmannes geboren, wuchs aber ab dem 7. Lebensjahr mit seiner Mutter in London auf. Sieben Jahre später kehrte die Familie nach Russland zurück.
Sein Studium an der Tisch School of the Arts brach er nach kurzer Zeit wieder ab, da es ihm „nutzlos“ erschien. Allerdings lernte er dort weitere Filmschaffende kennen, mit denen er später zusammenarbeiten sollte.
1999 gründete er mit einigen Mitschülern seine erste Band, die sich jedoch bald wieder auflöste. 2008 gründete er die Rockband Biting Elbows, deren Sänger und Gitarrist er ist. 2011 erschienen die EP Dope Fiend Massacre und das Debütalbum Biting Elbows.
2013 erschien die Single Bad Motherfucker, für die Naischuller auch das Musikvideo drehte. Das in Egoperspektive eines First-Person-Shooters gedrehte Video entwickelte sich zu einem Viralhit mit über 20 Millionen Aufrufen und wurde unter anderem von Darren Aronofsky angepriesen.
Im selben Jahr war er als Schauspieler in einer kleinen Rolle in Roman Karimovs Krimikomödie Всё и сразу zu sehen.
Kurz darauf begann Naischuller mit den Dreharbeiten zu seinem Spielfilm-Regiedebüt Hardcore. Der vollständig in subjektiver Einstellung gedrehte Actionfilm wurde unter anderem von Timur Bekmambetow produziert und war in Nebenrollen mit Sharlto Copley und Tim Roth besetzt. Naischuller fungierte hier als Drehbuchautor, Regisseur, Produzent und übernahm auch eine Rolle als Schauspieler. Der Film feierte seine Premiere beim Toronto International Film Festival 2015.

## Filmografie (Auswahl)
- 2013: Biting Elbows – Bad Motherfucker (Musikvideo)
- 2015: Hardcore (Hardcore Henry, Regie)
- 2016: The Weeknd – False Alarm (Musikvideo)
- 2017: Leningrad – Voyage (Musikvideo)
- 2021: Nobody (Regie, Cameo)
- 2025: Heads of State (Regie)